# St. Maria Magdalena (Geisfeld)

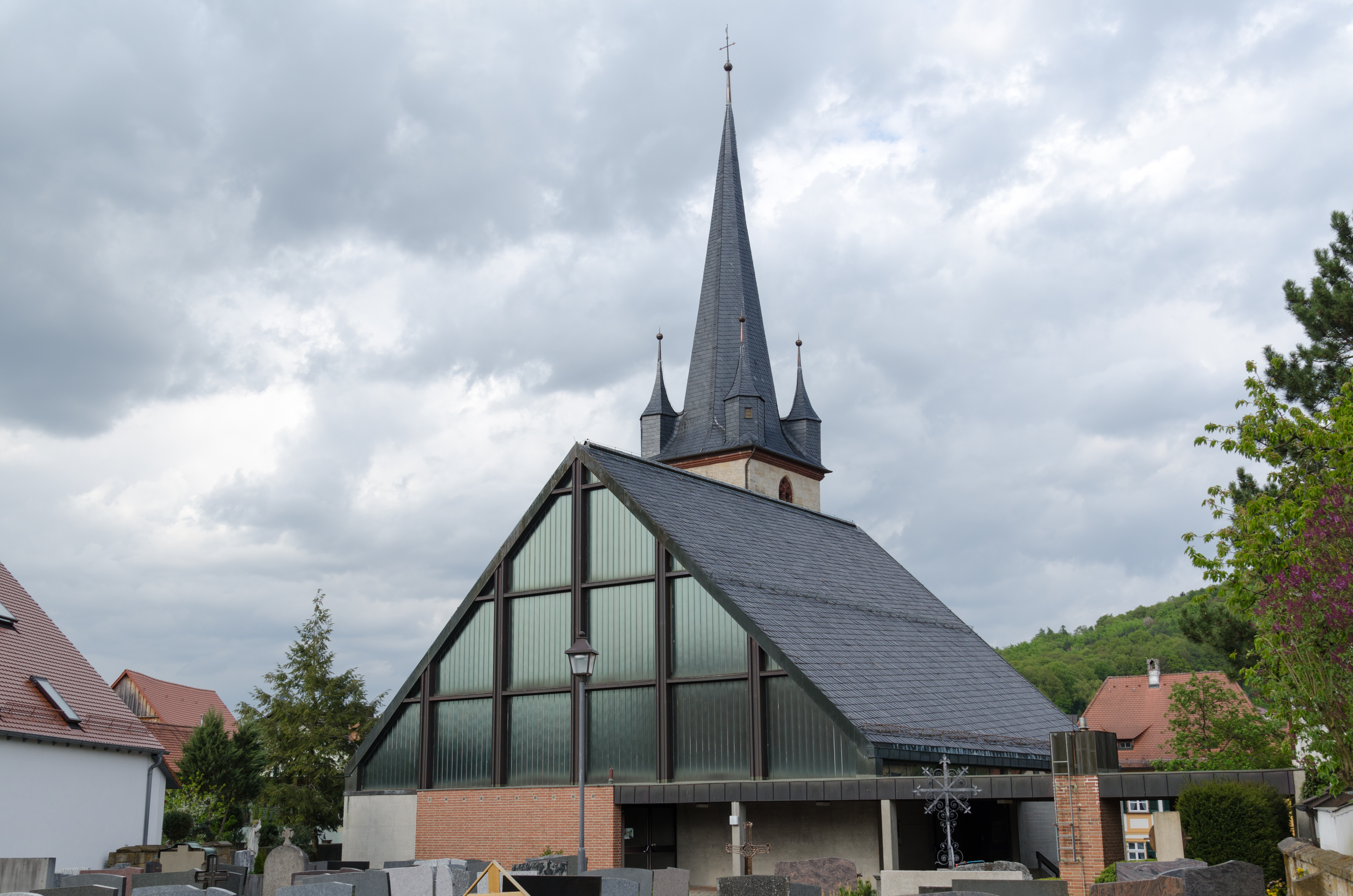
St. Maria Magdalena (Geisfeld)

Die römisch-katholische Pfarrkirche St. Maria Magdalena steht in Geisfeld, einem Gemeindeteil von Strullendorf im oberfränkischen Landkreis Bamberg in Bayern. Der Chorturm, im Kern aus dem 15. Jahrhundert, und der Sakristeianbau aus dem 16. Jahrhundert sind denkmalgeschützt. Die Pfarrei gehört zum Seelsorgebereich Geisberg-Regnitztal im Erzbistum Bamberg.

## Geschichte

### Mittelalter
Das Dorf Geisfeld, 1189 zum ersten Mal urkundlich erwähnt, gehörte anfangs zur Pfarrei St. Ägidius in Amlingstadt. Ein erster Kapellenbau wird für das 12./13. Jahrhundert vermutet, ist aber bisher nicht eindeutig nachweisbar. Aus dem Jahr 1464 existiert (in einer Abschrift von ca. 1490) ein Ablassbrief des Bamberger Bischofs Georg I. von Schaumberg, in dem von der „neuen Kirche in Geysveldt“ als einer „Kapelle oder Filialkirche“ die Rede ist. Somit ist vom Bau einer Kirche um die Mitte des 15. Jahrhunderts auszugehen. Von dieser Kirche sind die unteren drei Stockwerke des Turms erhalten, der zugleich als Chorturm und Wehrturm fungierte.
Im Jahr 1484 wurde die Filiale Geisfeld durch Bischof Philipp von Henneberg zur Pfarrei erhoben. Begründet wurde diese Aufwertung durch die großen Gefahren, denen die Dorfbewohner auf dem weiten Weg in die Pfarrkirche Amlingstadt ausgesetzt waren. Spätestens in diesem Zusammenhang ist auch das Patrozinium Maria Magdalena nachgewiesen.

### Frühe Neuzeit
Die wohl 1574 oder 1579 an den Turm angebaute Sakristei blieb bestehen. 1592 wurde der alte Wehrturm um ein weiteres Geschoss aufgestockt, das als Glockenstube mit gotischen Schallfenstern dient. Der Turm wurde mit einem achtseitigen, schiefergedeckten, spitzen Helm bedeckt, der von vier Scharwachttürmchen flankiert wird. Wann der Turm seine erste Uhr erhielt, ist nicht bekannt.
Zu Beginn des 18. Jahrhunderts entschloss man sich zum Neubau einer Kirche in einer schlichten barocken Form. Der Turm mit dem darin enthaltenen Chor und die Sakristei blieben erhalten, lediglich das Kreuzgewölbe des Chors wurde leicht verändert. Das baufällig gewordene Langhaus wurde abgerissen und durch einen höheren Längsbau ersetzt, dem im Norden ein Anbau nach Art eines (halben) Querschiffs angefügt war; in diesem waren ein Portal und darüber die Orgelempore untergebracht. Der Bau der neuen Kirche hatte 1067 Gulden gekostet; die Gemeinde hatte zu dieser Zeit nur etwas mehr als 200 Mitglieder. Am 3. September 1719 wurde die neue Kirche vom Bamberger Weihbischof Johann Werner Schnaz konsekriert.
Die Kirche erhielt vor und nach der Weihe eine barocke Ausstattung. Der Hochaltar wurde von einem Schreiner F. Jörg gefertigt, das Altarbild, eine büßende Maria Magdalena, malte wahrscheinlich J. G. Urlaub, die Schnitzfiguren stammen aus der Bamberger Werkstatt (Leonhard oder Johann Gottfried) Gollwitzer. Links und rechts vom Chor standen zwei schlichte Seitenaltäre; die Kanzelbrüstung war mit vier kleinen Evangelistenfiguren bestückt, auf dem Schalldeckel waren sechs Putten angebracht. Die Brüstung der Empore zierten sechs Reliefs mit der Darstellung der zwölf Apostel, wahrscheinlich von Sebastian Degler. Weitere Heiligenfiguren waren im Kirchenraum verteilt.
Das mittelalterliche Pfarrhaus war schon im 17. Jahrhundert in einem beklagenswerten Zustand, wie Eingaben der Pfarrer an den Bischof bezeugen. Es dauerte zwar bis zum Jahr 1791, dass ein neues Pfarrhaus gebaut werden konnte. Es entstand dann aber durch den Baumeister L. Fink ein – gemessen an den kleinen Dimensionen von Dorf und Pfarrei – sehr repräsentativer Bau mit zwei Geschossen und einem doppelten Walmdach, der nach mehreren Renovierungen in einem guten Zustand ist. Da die Geisfelder Pfarrer wenigstens teilweise Selbstversorger waren, gehörten auch Stall- und Scheunengebäude zum Pfarrhof, die zum Teil noch stehen.

### Zeit der Weltkriege
Achtzehn junge Geisfelder fielen im Ersten Weltkrieg, das sind mehr als später im Zweiten. Fünf blieben vermisst. So weist es die 1949 errichtete Gedenktafel am Friedhof aus.
Für den Krieg wurden die Glocken der Kirche als wertvolles Rohmaterial konfisziert, überstanden aber den Krieg und wurden 1918 zurückgeführt.
Eine während der Zeit der NS-Herrschaft begonnene Renovierung der Kirche unter Pfarrer Franz Prenner musste abgebrochen werden, weil die NSDAP sie untersagte.
Im Zweiten Weltkrieg blieb Geisfeld lange von unmittelbaren Kriegshandlungen verschont. Mitte April 1945 kamen amerikanische Truppen ins Bamberger Umland. Da einige versprengte deutsche Soldaten aus Geisfelder Häusern heraus noch – längst sinnlos gewordenen – Widerstand leisteten, wurde das Dorf von Panzern beschossen; eine Granate demolierte ein Haus, mehrere Häuser und Scheunen gingen in Flammen auf. Pfarrer Johann Neder richtete im Keller des Pfarrhauses eine Art Notkirche ein, die zugleich Schutzraum war, aber nur für wenige Menschen Platz bot. Am 14. April 1945 wurde das Dorf von den Amerikanern besetzt; die Bewohner zeigten weiße Tücher. Die Kirche und der größte Teil der Häuser blieben so intakt. Die Gedächtnistafel am Friedhof nennt für den Zweiten Weltkrieg insgesamt sechzehn Gefallene und sechs Vermisste.
Auch im Zweiten Weltkrieg wurden die Glocken beschlagnahmt. 1948 kamen sie zurück, aber eine Glocke zersprang nach wenigen Wochen. Daraufhin wurden 1954/55 von der Glockengießerei Friedrich Wilhelm Schilling in Heidelberg drei neue Glocken gegossen und mit der einzigen verbliebenen alten Glocke von 1637 zu einem neuen Geläut vereint.

### Nachkriegszeit und Bau der neuen Kirche
Nach dem Krieg erhöhte sich die Zahl der Einwohner von Geisfeld stark. Rund um das alte Dorf wurden ehemals landwirtschaftlich genutzte Flächen in Bauland umgewandelt, einige Heimatvertriebene siedelten sich an, manche Stadtbürger zogen aufs Land, und der Baby-Boom der 1950er und 1960er Jahre wirkte sich aus. Die Zahl der Mitglieder der Pfarrgemeinde hatte sich seit dem 18. Jahrhundert mehr als verdreifacht. So war die Kirche zu klein geworden. 1967 beschloss die Kirchenverwaltung, die Kirche durch einen Neubau zu erweitern und teilweise zu ersetzen. Der Ankauf eines Nachbargrundstücks schuf dafür die Grundlage. Als Architekt konnte Willy Schwemmer aus Bamberg gewonnen werden.
Am 31. Mai 1970 fand der letzte Gottesdienst in der alten Kirche von 1719 statt. Die nicht besonders wertvolle Orgel, die Seitenaltäre (ohne Figuren), die Kanzel und die Kommunionbank konnten verkauft werden. Das Langhaus wurde abgerissen; die alte Sakristei und der Chorturm einschließlich des barocken Hochaltars blieben erhalten. Die Bilder und Figuren aus dem Mittelalter und der Barockzeit wurden zunächst eingelagert und zum größten Teil in neuer Zusammenstellung wiederverwendet. Die Gottesdienste fanden während der Bauzeit zunächst im Gymnastikraum der Schule statt. Bereits am 2. August 1970 konnte Domkapitular Franz Mizera im Auftrag von Erzbischof Josef Schneider den Grundstein für den Neubau legen. Im Frühjahr 1972 wurde der neue Pfarrsaal im Untergeschoss der Kirche vorweg in Betrieb genommen; ab Palmsonntag wurde er als vorläufiger Gottesdienstraum genutzt. Im Sommer 1972 war der Bau abgeschlossen. Am 27. August 1972 weihte Erzbischof Schneider unter großer Beteiligung einheimischer und auswärtiger Gläubiger die neue Kirche.
Insgesamt kostete die neue Kirche ca. 1,35 Millionen DM, wovon die örtliche Kirchenstiftung 258.000 DM tragen musste. Zwei Elemente der Planung konnten 1972 mangels vorhandener Mittel nicht umgesetzt werden: Das eine war die farbige Gestaltung der großen Glasfläche am Westgiebel; sie steht bis heute aus. Das zweite war die Orgel; hier wurde „provisorisch“ ein elektronisches Instrument 32 Jahre lang eingesetzt. Nach der Ingebrauchnahme der Kirche stellte es sich heraus, dass die Beleuchtung zu schwach berechnet war. Für viele Jahre schuf ein fest montierter Baustrahler halbwegs Abhilfe.

### Die jüngere Vergangenheit
1984 wurde das 500-jährige Jubiläum der Pfarrerhebung mit Vorträgen, einer Ausstellung, einem Festgottesdienst mit Erzbischof emeritus Josef Schneider und einem Pfarrfest gefeiert. Dabei erschien eine Gedenkschrift, die die Pfarrei in Geschichte und Gegenwart umfassend darstellte.
1987 ging der 58. und bisher letzte Pfarrer Augustin Kernebeck in den Ruhestand. Seither wird die Pfarrei von wechselnden Nachbarpfarrern in Amlingstadt, Strullendorf, Hirschaid und Litzendorf administriert. Pfarrer Kernebeck blieb als Pensionär noch bis 1991 in Geisfeld und leistete nach Kräften nebenamtlich Seelsorgedienste; er verstarb 1997 in Bamberg. Einen nebenamtlichen Seelsorgeauftrag hat seit 1991 Peter Wünsche. Pfarrei und Kirche leben von einem intensiven Einsatz der Gremien (Pfarrgemeinderat, Kirchenverwaltung) und anderer ehrenamtlicher Kräfte.
1995 bis 1998 wurde das Pfarrhaus renoviert. Im Erdgeschoss entstanden Büro- und Sitzungsräume, das Obergeschoss wurde zu einer vermietbaren Wohnung ausgestaltet. 1998/1999 wurde das ehemalige Stallgebäude im Pfarrhof als Jugendraum ausgebaut. 2001/2002 wurde der Pfarrsaal saniert, 2002 die Außenfassade des Kirchturms.
1993 gründeten an der Kirchenmusik interessierte Gemeindemitglieder einen Orgelbauverein. Es mussten in Zusammenarbeit mit der Kirchenverwaltung Spenden eingeworben und in Absprache mit dem Orgelreferenten des Erzbistums Markus Willinger Angebote geprüft werden, bis ein Auftrag zum Bau einer Pfeifenorgel vergeben werden konnte. Man entschied sich für die Firma Thomas Eichfelder aus Bamberg. In den Jahren 2002 bis 2004 wurde die Orgel entworfen, gebaut, eingebaut und intoniert. Am Sonntag Laetare, am 21. März 2004 segnete Erzbischof Ludwig Schick die neue Orgel im Rahmen eines Festgottesdienstes. Regionalkantor Karl-Heinz Böhm spielte die Orgel erstmals im Gottesdienst, Regionalkantor Georg Schäffner aus Gößweinstein gab am selben Tag das erste Konzert auf der neuen Orgel.
2009 erhielt die Kirche eine hochwertige neue Beleuchtung, 2023 eine neue Beschallungsanlage und erstmals einen elektronischen Liedanzeiger. Eine Sanierung der Nebenräume des Pfarrsaals unter der Kirche steht für 2023/24 an.
2022 wurde das 50-jährige Weihejubiläum der neuen Kirche begangen. Es gab im Vorfeld mehrere Vorträge zur Geschichte der Pfarrei; ein neuer Kirchenprospekt wurde aufgelegt. Den Abschluss der Feiern bildete ein Festgottesdienst mit Erzbischof Ludwig Schick am 18. September.

## Architektur
Der Raum für die Gemeinde ist annähernd quadratisch. Er wird überspannt von einem Satteldach, so dass ein zeltartiger Eindruck entsteht. Die Dachkonstruktion wird von Holzleimbindern getragen; Leimbinder bilden auch das Gerüst für die westliche Giebelwand, die als große Glasfläche ausgebildet ist und viel Tageslicht in den Raum einlässt. Der Fußboden wird von Hirnholz-Pflaster aus Bergkiefer gebildet. Die Bänke sind petrolgrün gestrichen; die Farbe intendiert eine freundliche Wirkung und soll an Bauernmalerei erinnern.
Zwei flache Stufen führen in den Altarraum, der fast die ganze Breite des Raums einnimmt. Der blockförmige Altar ist aus Klinkerziegeln gemauert; die Deckplatte (Mensa) ist aus Kalkstein. Der Altar ist relativ weit von der Vorderwand der Kirche entfernt und in den Gemeinderaum hineingezogen, so dass die Gemeinde als „circumstantes“ (Umstehende) den Altartisch von drei Seiten umgeben kann. Die vierte Seite des Altars wird von einer langen Bank für die liturgischen Dienste (Ministranten, Lektoren, Kommunionhelfer) eingenommen; der Vorstehersitz ist leicht herausgehoben. Diese Anordnung ist typisch für die Zeit nach dem Zweiten Vatikanischen Konzil und die Liturgiereform. Die Idee des (angedeuteten) Rings um den Altar geht wesentlich auf den Architekten und Kirchenbauer Rudolf Schwarz (1897–1961) zurück. Sie wurde vereinzelt bereits vor dem Konzil verwirklicht; ein frühes Beispiel ist die St.-Laurentius-Kirche in München aus dem Jahr 1955. Wie weit St. Laurentius direktes Vorbild für Geisfeld war, ist nicht bekannt; aber die Ähnlichkeit ist unübersehbar. Die „tätige Teilnahme“ an der Liturgie soll durch den „Ring“ ermöglicht oder erleichtert werden.
Ähnlich wie der Altar aus Klinker und Kalkstein konstruiert sind der Ambo und das Taufbecken auf der rechten Seite; sie sind damit nicht nur Einrichtungsstücke, sondern Teile der Architektur. Die liturgischen Grundvollzüge Wortverkündigung, Taufe und Eucharistie sind durch den Gebrauch derselben Materialien aufeinander bezogen. Eine Geisfelder Besonderheit ist die Möglichkeit, das Wasser während der Tauffeier nach Art eines Springbrunnens in das Taufbecken einzulassen. Der Taufbrunnen ist dazu an die Trinkwasserversorgung angeschlossen; ein im Unterbau verborgener Boiler sorgt für eine zuträgliche Temperatur des Taufwassers.
Der kleine Chorraum der Vorgängerkirchen mit dem barocken Hochaltar im Erdgeschoss des Turms liegt an der linken Vorderseite des Kirchenneubaus außerhalb der Mittelachse. Er hat mit dem barocken Tabernakel jetzt die Funktion einer Sakramentskapelle.
An der Nordseite der Kirche wurde eine neue Sakristei errichtet, die mit der alten durch eine Tür verbunden ist; die alte Sakristei dient jetzt als Lagerraum. Über der neuen Sakristei befindet sich eine Seitenempore, die teilweise von der Orgel eingenommen wird. An dieser Stelle befand sich schon 1719 die seitliche Empore. Eine enge Wendeltreppe führt von der Sakristei auf die Empore, diese ist durch eine Tür mit dem ersten Obergeschoss des Turms verbunden.
Der Kirche ist im Süden ein Hof als kommunikativer Freiraum vorgelagert, der 1994 mit einem Dorfbrunnen von dem Bildhauer Peter Schumm ausgestaltet wurde. Die Säule zeigt Reliefs mit Symbolen zur Dorfgeschichte. Vom Hof führen eine Tür in den Pfarrsaal und eine breite Freitreppe zum Friedhof, unter das Kirchenvordach und zu den Kirchentüren.

## Das Äußere
Ein wesentliches Gestaltungselement des Kirchenäußeren ist ein großes Fresko der Künstlerin Erika Bauer auf der in Sichtbeton ausgeführten Ostgiebelfassade zur Straße hin. Es zeigt die Begegnung von Maria Magdalena mit dem auferstandenen Christus. Licht und Strahlen, die die beiden Figuren verbinden, sind das wesentliche Gestaltungsprinzip.
Die Ostseite der alten Sakristei ist außen mit einem verwitterten Relief einer Darstellung von Maria Magdalena geschmückt; die Entstehungszeit ist nicht bekannt. In der Nordmauer der alten Sakristei ist eine vergitterte Nische mit einer Darstellung des betenden Christus am Ölberg eingelassen. Die Figur stammt aus der Zeit der Spätgotik.

## Ausstattung des Innenraums

### Gemeinderaum
Beim Betreten der Kirche fällt die überlebensgroße Darstellung des gekreuzigten Jesus Christus an der östlichen Giebelwand ins Auge. Die Figur dominiert den Raum. Der Künstler ist unbekannt; die Entstehung wird auf ungefähr 1650 datiert. Links und rechts des Kreuzfußes wurden die sechs Apostelreliefs aufgehängt, die aus dem 18. Jahrhundert, wahrscheinlich von Johann Sebastian Degler stammen; in der alten Kirche waren sie an der Emporenbrüstung angebracht. Die einzelnen Apostel sind durch ihre Attribute identifizierbar. Die Reliefs werden an den höchsten Feiertagen von schmiedeeisernen Apostelleuchtern erhellt. Sie markieren die zwölf Stellen, an denen der neue Kirchenbau im Weiheritus mit Chrisam gesalbt wurde.
In der Nähe des Taufbrunnens steht die Plastik der thronenden Madonna mit dem Jesuskind. Sie wird auf die Zeit um 1430 datiert und gehörte wohl schon zur Ausstattung der mittelalterlichen Kapelle. In der Kirche von 1719 stand sie auf dem rechten Seitenaltar. Um 1800 wurde der Madonna eine Krone aufgesetzt, die 1972 auf Anraten des Amtes für Denkmalpflege wieder entfernt wurde. Mayer schreibt der Figur eine „köstliche Frische“ zu.
Den hölzernen Osterleuchter schuf der ortsansässige Wagner und Schreiner Martin Eckler.
Links vom Altar hängt an der Wand zum Chorturm eine barocke Plastik der Maria von Magdala, der Patronin der Kirche.
An den Seitenwänden sind Figuren weiterer, meist sehr populärer Heiliger angebracht. Rechts befinden sich Johannes der Täufer, Anna und Wendelin, links Margareta, Barbara und Katharina, die so genannten heiligen drei Madl. Alle diese Figuren stammen aus dem 18. Jahrhundert. Die ebenfalls links hängende Figur des heiligen Sebastian, dessen Körper von Pfeilen durchbohrt ist, wird älter eingeschätzt und dürfte aus der Spätgotik stammen.
Die kleinen barocken Figuren der vier Evangelisten, Matthäus mit dem geflügelten Menschen als Symbol, Markus mit dem Löwen, Lukas mit dem Stier und Johannes mit dem Adler von der Brüstung der früheren Kanzel haben ihren Platz auf den beiden Beichtstühlen. Diese Aufstellung war als vorläufig gedacht, blieb aber seit 50 Jahren unverändert.
Über die Wände der Kirche verteilt, die Frontwand ausgenommen, hängen die 14 Kreuzwegstationen. Es handelt sich um Gemälde aus der Zeit um 1640, deren Qualität als hoch eingeschätzt wird. Zwei der ursprünglichen Bilder gingen verloren und wurden um 1943 nachgemalt.

### Sakramentskapelle
Die heutige Sakramentskapelle ist weitgehend identisch mit dem Chorraum der Kirche von 1719. Das Altarretabel baute 1731 der Kunstschreiner F. Jörg; den Tabernakel fertigte ein nicht weiter bekannter M. Walter im Jahr 1726. Vier Heiligenfiguren aus der Gollwitzer-Werkstatt stellen die drei Diözesanpatrone Kaiser Heinrich, Kaiserin Kunigunde und Bischof Otto sowie Papst Urban, den Patron der Winzer, dar.
Das Altarbild von hoher Qualität, im 18. Jahrhundert wahrscheinlich von J. G. Urlaub gemalt, zeigt Maria Magdalena als Büßerin mit Kreuz und Totenschädel. Das Bild bezeugt die in Mittelalter und früher Neuzeit verbreitete Gleichsetzung von Maria Magdalena mit einer der Sünderinnen, denen Jesus im Evangelium begegnet. Die Sünderin Maria Magdalena soll demgemäß nach Ostern ihr Leben in Buße und Zurückgezogenheit verbracht haben. Exegetisch muss diese Gleichsetzung als überholt gelten.

### Vorraum
Am rechten Nebeneingang ist im Vorraum eine barocke Pietà aufgestellt, die in der Kirche von 1719 auf dem linken Seitenaltar stand.

## Glocken
Das Geläute umfasst seit 1955 vier Glocken.
- Glocke 1: Marienglocke, 550 kg, Schlagton g1, Guss 1954/55 von Schilling, Heidelberg
- Glocke 2: 11-Uhr-Glocke, Gewicht unbekannt, Schlagton b1; Guss 1637 von Georg Werter, Coburg
- Glocke 3: Magdalenenglocke, 280 kg, Schlagton c2, Guss 1954/55 von Schilling, Heidelberg
- Glocke 4: Totenglocke, 160 kg, Schlagton es2, Guss 1954/55 von Schilling, Heidelberg

## Orgel
Die Orgel mit 22 Registern, 2 Manualen und einem Pedal wurde 2002–2004 von Thomas Eichfelder als Opus 33 gebaut. Der Prospektentwurf entstand in Zusammenarbeit mit Thomas Schwerdtner. Die 1972 beim Bau der Kirche für die Orgel vorgesehene Seitenempore erwies sich als zu klein für eine dem Raum angemessene Lösung; daher steht das Instrument zu einem großen Teil vor der Empore.
Die Disposition lautet:
| I Hauptwerk |       |
| Praestant   | 8′    |
| Gamba       | 8′    |
| Gedeckt     | 8′    |
| Octave      | 4′    |
| Holzflöte   | 4′    |
| Superoctave | 2′    |
| Quinte      | 1 ⁄3′ |
| Mixtur IV   | 1 ⁄3′ |
| Trompete    | 8′    |

| II Hinterwerk |        |
| Rohrflöte     | 8′     |
| Salicional    | 8′     |
| Vox coelestis | 8′     |
| Flöte         | 4′     |
| Quinte        | 2 ⁄3′  |
| Flautino      | 2′     |
| Terz          | 1 3⁄5′ |
| Cimbel I      | 1′     |
| Oboe          | 8′     |
| Tremulant     |        |

| Pedal        |     |
| Subbass      | 16′ |
| Octavbass    | 8′  |
| Choralbass   | 4′  |
| Posaunenbass | 16′ |

- Koppeln: II/I, Subkoppel II/I, Subkoppel II/II, I/P, II/P

Das Windwerk ist elektrisch, Spiel- und Registertraktur sind rein mechanisch.

## Ökologie

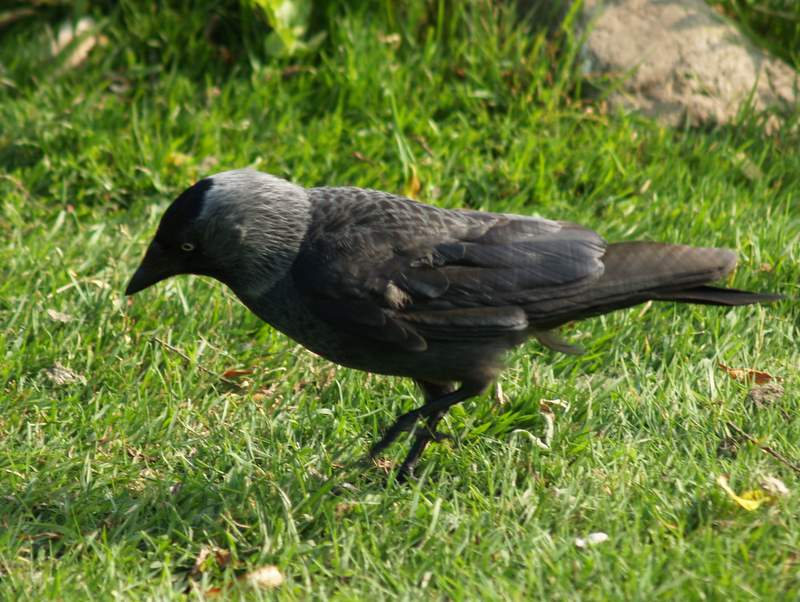
Dohle (Corvus monedula)

Im Obergeschoss des Kirchturms wurden nach der Jahrtausendwende Nistgelegenheiten für Dohlen und Turmfalken geschaffen, die von den Dohlen regelmäßig, von den Falken gelegentlich angenommen werden.

## Rezeption
Der Bayerische Rundfunk sendete am 17. September 1972 das Zwölfuhrläuten aus der damals neuen Kirche. Der Redakteur kam zu dem Schluss:

„Nicht immer gelingt eine Synthese zwischen gegensätzlichen Kunststilen und verschiedenen Frömmigkeitsformen so überzeugend wie in dem Kirchenneubau von Geisfeld.“